# Brenda Conijn
Brenda Conijn (* 21. September 1974) ist eine niederländische Badmintonspielerin. 

## Karriere
Brenda Conijn gewann in den Niederlanden drei Juniorentitel sowie bei den Junioren-Europameisterschaften Bronze im Damendoppel. 1996 war sie erstmals bei den Erwachsenen erfolgreich und siegte auch bei den French Open. Im gleichen Jahr war sie bei den  Welsh International erfolgreich. Ein Jahr später nahm sie an der Badminton-Weltmeisterschaft teil.

## Sportliche Erfolge
| Saison | Veranstaltung                                   | Disziplin   | Platz | Name                                  |
| ------ | ----------------------------------------------- | ----------- | ----- | ------------------------------------- |
| 1991   | Niederlande: Einzelmeisterschaften der Junioren | Damendoppel | 1     | Nicole van Hooren / Brenda Conijn     |
| 1991   | Junioren-Europameisterschaft                    | Damendoppel | 3     | Nicole van Hooren / Brenda Conijn     |
| 1992   | Niederlande: Einzelmeisterschaften der Junioren | Dameneinzel | 1     | Brenda Conijn                         |
| 1992   | Niederlande: Einzelmeisterschaften der Junioren | Damendoppel | 1     | Brenda Conijn / Christel van der Laan |
| 1996   | French Open                                     | Damendoppel | 1     | Brenda Conijn / Nicole van Hooren     |
| 1996   | Niederlande: Einzelmeisterschaften              | Damendoppel | 1     | Nicole van Hooren / Brenda Conijn     |
| 1996   | Welsh International                             | Damendoppel | 1     | Nicole van Hooren / Brenda Conijn     |

## Referenzen
- Brenda Conijn beim Badminton-Weltverband

| Personendaten    | Personendaten                      |
| ---------------- | ---------------------------------- |
| NAME             | Conijn, Brenda                     |
| KURZBESCHREIBUNG | niederländische Badmintonspielerin |
| GEBURTSDATUM     | 21. September 1974                 |